# Белорусский республиканский союз молодёжи
Белорусский республиканский союз молодёжи (БРСМ, бел. Беларускі рэспубліканскі саюз моладзі) — молодёжное общественное объединение в Республике Беларусь. Является самым крупным молодёжным объединением страны и поддерживается Александром Лукашенко. Её деятельность финансируется государством.

## История
Декабрь 1991 года — в связи с распадом СССР, Ленинский коммунистический союз молодежи Белоруссии (ЛКСМБ) на ХХХ съезде преобразовался в Союз молодежи Беларуси.
Февраль 1995 года — на 37 съезде Союза молодежи Беларуси организация переименована в Белорусский союз молодежи (БСМ). Полное название с 1999 года — Общественное объединение «Белорусский союз молодежи»(ОО «БСМ»).
20—21 мая 1997 года — на учредительном съезде была создана молодёжная организация — Белорусский патриотический союз молодежи (БПСМ). Полное название с 1999 года — Общественное объединение «Белорусский патриотический союз молодежи» (ОО «БПСМ»).
6 сентября 2002 года — на 38 объединительном съезде ОО «БПСМ» и ОО «БСМ» было принято решение об объединении путем слияния двух крупнейших молодёжных организаций Республики Беларусь в единую — Общественное объединение «Белорусский республиканский союз молодежи» (ОО «БРСМ»).
БРСМ был создан в 2002 году путём объединения общественных организаций «Белорусский союз молодёжи» и «Белорусский патриотический союз молодёжи». Организация является правопреемником общественных объединений «Белорусский патриотический союз молодёжи», «Белорусский союз молодёжи» и Ленинского Коммунистического Союза Молодёжи Беларуси (Комсомола), видоизменив его логотип, изменив устав, но сохранив влияние и организационную структуру.
В составе Союза молодёжи восстановлена детская пионерская организация, с новым логотипом и названием «Белорусская республиканская Пионерская организация» (БРПО), а также традиции Октябрят. Цвет пионерского галстука «красно-зелёный» — символизируя государственный Флаг Республики Беларусь. Первые секретари (руководители) территориальных организаций ОО «БРСМ» входят в состав исполкомов местных органов власти.

## Символика
Флаг ОО «БРСМ», Эмблема ОО «БРСМ»
Символика
Флаг Общественного объединения «Белорусский республиканский союз молодежи» (далее Флаг) — это официальный символ ОО «БРСМ», служит знаком отличия и принадлежности Союзу молодежи.
Флаг представляет собой прямоугольное двустороннее полотнище красного и зелёного цветов. На лицевой стороне Флага по середине полотнища размещается аббревиатура БРСМ, написанная большими золотыми буквами. Зелёную часть полотнища украшает золотая лавровая ветвь. На оборотной стороне Флага, в центре красной части полотнища — золотая надпись Общественное объединение «Белорусский республиканский союз молодежи».
Красное поле Флага — символизирует героическое прошлое комсомола. Расположенная внизу дугообразная зелёная полоса, символизирует нынешнее молодое поколение. Лавровая ветвь символ победы, несет информацию о правопреемственности поколений.
Флаг используется во время проведения Съездов, Пленумов, Бюро ЦК ОО «БРСМ», официальных торжественных мероприятий, связанных с чествованием, награждением членов Белорусского республиканского союза молодежи, приемом в ряды ОО «БРСМ», при реализации проектов и программ ОО «БРСМ».

## Цели
Декларированные цели БРСМ — создание условий для всестороннего развития молодёжи, раскрытия её творческого потенциала, содействие развитию в Республике Беларусь гражданского общества, основанного на патриотических и духовно-нравственных ценностях белорусского народа. В соответствии с указанным определением цели определяются и основные направления деятельности.
Еще в советские времена комсомол являлся в определенном смысле кузницей кадров, той организацией, которая формировала фундаментальные мировоззренческие основы по укреплению государственности. На БРСМ тоже лежит важнейшая задача по подготовке кадров. Как раз сегодня присутствовали не только руководители центральных органов и областных комитетов БРСМ, но и небольших первичных организаций, а также вузов. Они делились опытом, как можно совершенствовать систему, чтобы она работала эффективнее, в том числе по подготовке кадров, выявлению тех молодых людей, которым небезразлично будущее страны, которые хотят участвовать вне рамок своих должностных обязанностей в общественно-политической жизни государства. — первый секретарь ЦК БРСМ Александр Лукьянов

## Численность

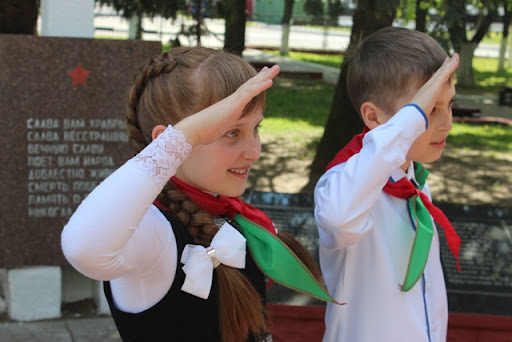
Пионерский галстук — символ объединения

В организации на начало 2014 года (данные БРСМ) состояло более 474 тыс. членов. Кроме того, в пионерской организации при БРСМ состояли в 3081 пионерской дружине 572 тыс. человек. По состоянию на апрель 2024 года численность союза молодежи составляет более 400 тыс. человек, пионерской организации — более 630 тыс. человек в 2627 пионерских дружинах.
В сентябре 2020 года на фоне массовых протестов сообщалось о массовом выходе студентов вузов из БРСМ.

## Финансирование
В 2011 году на финансирование организации выделено 20,5 миллиардов рублей, что составляет 98 % от всех средств, выделенных государством на молодёжную политику. В 2010 году организации было выделено 14,78 миллиардов рублей. В 2009 году БРСМ получил от государства 17,54 миллиарда рублей, в 2008 году — 13,12, в 2007 году — 10,15, в 2006 году — 7,74, в 2005 году — 5,26 миллиарда рублей. Организация также владеет радиостанцией Пилот FM, туристической компанией «Белорусский спутник», газетой «Знамя юности», «Переходный возраст» (прекратила свое существование с января 2022 года), «Зорька», выпускает лотерею «Юность».

## Критика
По данным социологического исследования НИСЭПИ, 63,7 % населения Беларуси осведомлены о существовании организации, 37 % оценивают её деятельность положительно, 20 % согласны участвовать в её деятельности.
По мнению некоторых СМИ, в организации с момента основания практикуется принудительное членство, а также членство в организации без уведомления человека (в БРСМ заявляют, что подобные случаи являются следствием технической ошибки). В октябре 2018 года радио «Свобода» опубликовало скрытую видеозапись, на которой заместитель директора одной из минских гимназий в грубой форме требует от нескольких учащихся вступить в БРСМ. По мнению правозащитника Алеся Крота, давление на несовершеннолетних связано с падением численности членов организации по демографическим причинам. Министерство образования Республики Беларусь отрицает подлинность записи и факт существования разнарядок на вступление в организацию.
Также некоторые СМИ утверждают, что кроме принудительных мер, в БРСМ практикуется материальное поощрение вступивших в организацию, в частности, членам БРСМ в некоторых магазинах могут быть предоставлены скидки на продукты питания. По словам секретаря ЦК БРСМ Максима Борда, «сегодня прямых льгот для членов БРСМ не существует». В то же время, он допустил существование различных скидок как инициативы первичных организаций: «Например, есть 26-летний молодой человек, активный член БРСМ, предприниматель, владеющий парикмахерской. У него там сильная первичная организация, которая принимает участие в различных мероприятиях и проектах. Они принимают решение, что членам организации, в том числе и для популяризации своего объекта, можно предоставить какую-то скидку или одну из услуг бесплатно. Такой вариант я допускаю».

## Санкции
24 июня 2024 года, на фоне российского вторжения на Украину, как организация участвующая в депортации украинских детей, «БРСМ» включена в санкционные списки стран Европейского союза. Также в санкционный список попал первый секретарь ЦК БРСМ Александр Лукьянов.

Белорусский республиканский союз молодёжи — организация в Белоруссии, которая является одним из основных участников депортации украинских детей с незаконно оккупированных территорий Украины в Белоруссию. БРСМ участвовал в перевоспитании и идеологической обработке детей, а также координировал выполнение практических аспектов, таких как размещение детей на территории Белоруссии.— «Официальный журнал Европейского союза», Брюссель, 24 июня 2024 года
В июле к этим санкциям присоединились Швейцария, Албания, Босния и Герцеговина, Исландия, Лихтенштейн, Молдова, Норвегия, Южная Македония, Украина, Черногория.

## БРСМ и ООН
В докладе ООН от 2003 года, посвящённом странам с переходным периодом, отмечается, что БРСМ является одной из прогосударственных общественных организаций, призванных продвигать государственную идеологию. Одна из основных целей существования БРСМ, из доклада, — служить главным источником дохода госслужащих.

## Проекты БРСМ
- «100 идей для Беларуси» — конкурс инициатив
- «Властелин села» — конкурс для семей
- «Королева Весна» («Королева студенчества») — конкурс красоты и грации
- «Третий трудовой семестр» (совместно с БСО)
- «Сила закона: мы и право» — интеллектуальная игра
- «Беларусь помнит. Родные лица Победы» — виртуальный фотоальбом
- «Беларусь помнит. Помним каждого» — эстафета памяти
- «Цветы Великой Победы» — создание праздничного символа ко Дню Победы и Дню Независимости; диалоговая площадка
- «Беларусь: до и после» — фотоконкурс
- «Гордимся Родиной своей» — акция вручения паспортов
- «Ганаруся роднымi сімваламi» — ко дню герба и флага РБ
- «IT Youth» — молодежный форум
- «Конкурс молодежных инициатив»
- «Школа подготовки руководителей трудовых проектов»
- «Неделя леса», «Республиканский субботник» — экологические проекты
- «Народная зарядка» в рамках республиканской «Недели здоровья»
- «Здоровая нация»
- «Клевые каникулы»
- «Студент года»; «Волонтер года»
- «Мы — граждане Беларуси»
- «Ведаю Беларусь»
- «Молодежная премия»
- «PROdigital»
- «Восстановление святынь. Нас объединяет история и вера»
- «Бе-La-Русь» — международный молодёжный лагерь
- День Молодежи на «Славянском Базаре»
- «Их именами названы студенческие отряды»
- «Мая Беларусь. Мая будучыня» — творческий проект
- «Аллея семейных деревьев»
- «Беларусь — это МЫ!» — форум
- «#Беларусь. Моладзь. Натхненне» — молодежный поезд
- «Дзень вышыванкі»
- Арт-эстафета «Слова, першае ў жыццi…»
- Форум сельской молодежи; Форум работающей молодежи
- «Ретро-Минск»
- «Марафон 75»
- «Автоледи»
- «Музей-бус»
- «Олимпия»

## В искусстве
- Анатолий Длусский — «Мы молодые надежда страны».
- БРСМ упоминается в песне группы Ляпис Трубецкой «Belarus Freedom».
- Союз молодежи — Слова и музыка Л. Жирина[30]
- Цветы Великой Победы[31]

## Награды
- Премия Президента Республики Беларусь «За духовное возрождение» 2014 года (30 декабря 2014 года) — за значительный вклад в гражданское воспитание и формирование патриотического самосознания молодёжи[32]